# 梯皮

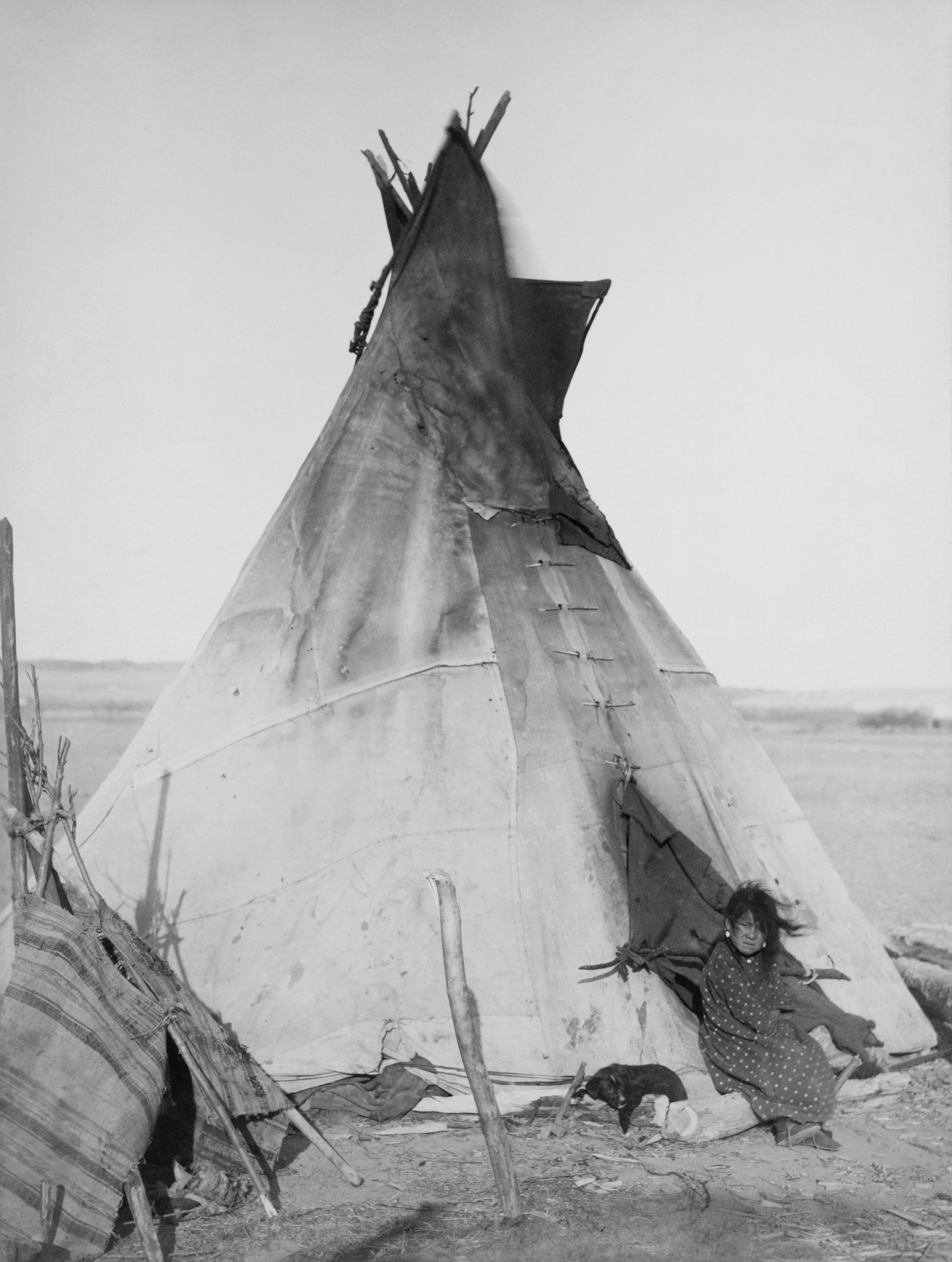
一个位于拉科塔的沃格拉拉族人的梯皮帐篷，摄于1891年

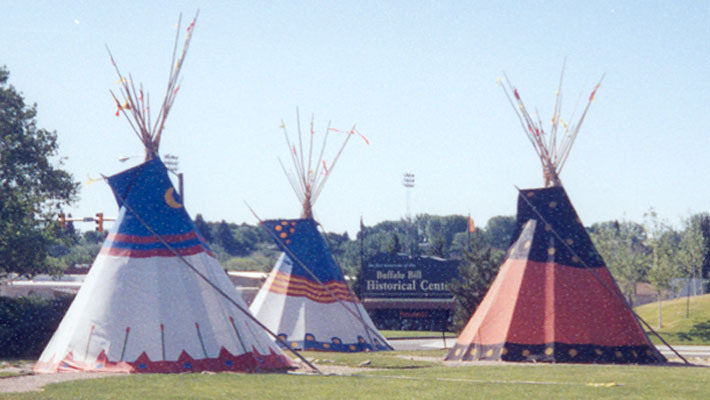
位于怀俄明科迪水牛比尔历史中心外的梯皮

梯皮（英語：tipi，teepee或tepee），又譯圆锥帐篷，是美國東部原住民的特色傳統建築之一，多個美東原住民都共用這一種建築形式。
梯皮由桦树皮或兽皮制成，流行于北美大平原上的平原印第安人中。梯皮通常总是刻板地与印第安人联系在一起，雖然印第安人確實是住在這種帳篷中，但实际上在大平原之外生活着的其他印第安人有着各种类型的住房。另有一种印第安式的圆顶棚屋维格沃姆則常被错误地称作梯皮。梯皮帐篷持久耐用，冬暖夏凉并能保持干燥和舒适。当部落决定迁移时，它可以迅速地被拆卸并携带走；当部落决定定居时，它也可以迅速地被组装起来。这种便携性对于以游牧方式生活的大平原印第安人的是非常重要的。
现代的梯皮则由帆布制成。使用梯皮的现代人包括历史重演者（historical reenactors）、返土归田运动（Back-to-the-land movement）人士、参加帕瓦聚會（Powwow）或野营的美国原住民，他们希望保留并传承他们的文化遗产和传统。

## 词源

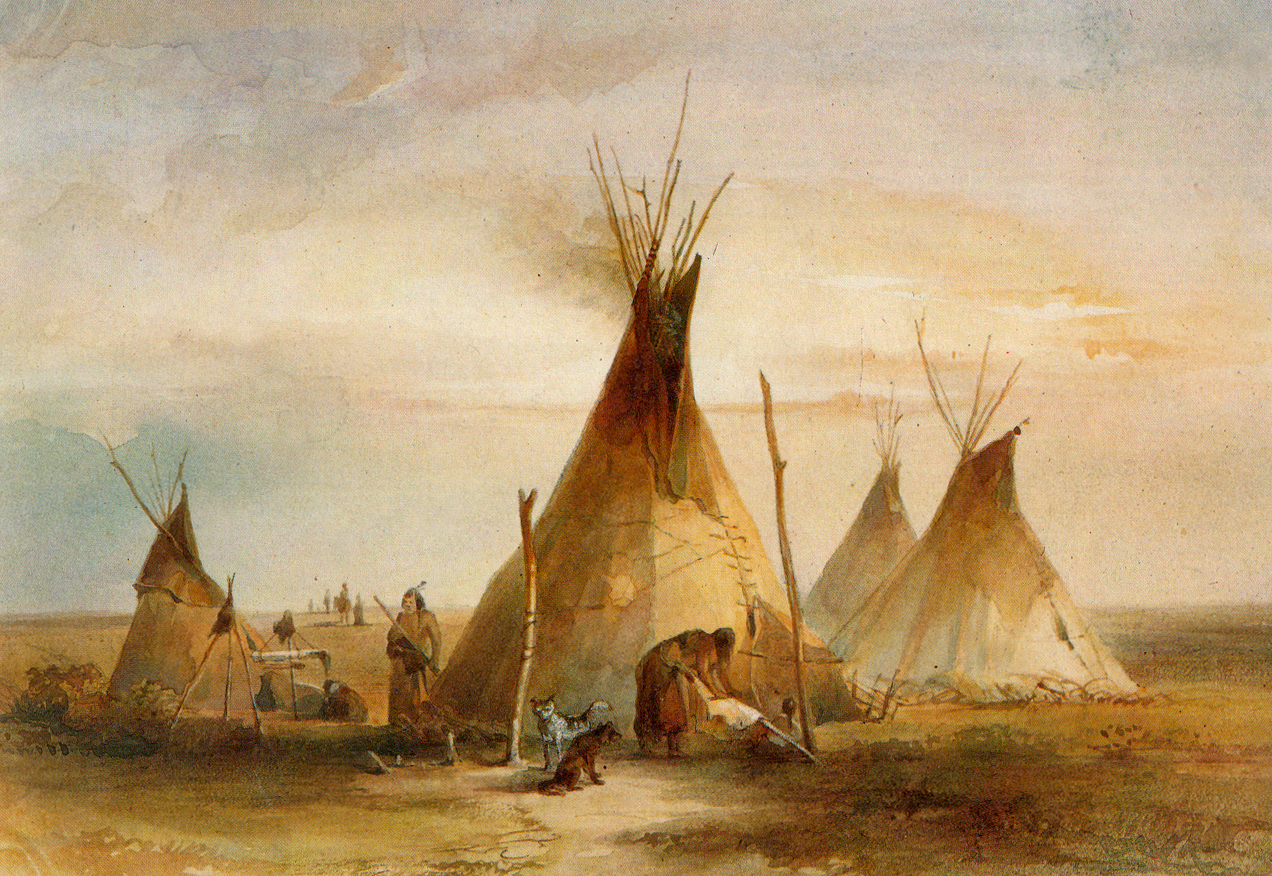
苏族人（Sioux）的梯皮，Karl Bodmer1832年所作的水彩）

梯皮（tipi）一词是从拉科塔语进入英语中的，包含两个部分，动词thí，意思为居住；与复数形式的前接词（一个类似于后缀的词素，用来标识前面的动词为复数形式）pi。所以整体意思即“他们居住”。以前，拉科塔语中动词可以作名词使用，所以thípi意思为“住所”。

## 结构
梯皮主要由四部分组成：十至二十支树苗杆、帆布或其他的外层覆盖物、帆布或皮革的内层衬里和一个帆布或皮革的门。也可能会有一个叫做“ozan”的天花板。

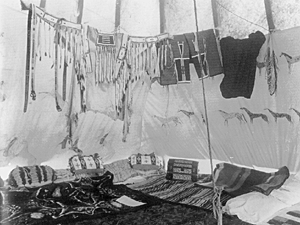
克劳族（Crow）住宅内部，摄于1907。可以看到顶部的杆子和外层覆盖的皮革，以及衬里和寝具。鞭子拴在下部的木桩上。衣服挂在两端系于杆的线上。

除此之外，需要绳索和钉子用来固定树杆、弥合外覆面、内层和门，并且将完成后的梯皮固定在地上。梯皮与其他类型的帐篷有两点创新：一是顶部开放可使烟飘走，这样可以让住户在内部使用明火做饭并取暖；二是主要在冬季使用的内衬，绝热但能给火焰和住户提供新鲜空气。梯皮的设计理念就是允许其快速建立并快速转移，特别是美洲野牛来临时。长的杆子可以用来做印第安雪橇（Travois），由马或狗来牵引。
梯皮的外层覆盖物的作法是先将帆布条或兽皮条缝合后，然后切出半圆状而成。整理这块成品可以造出一个门和一个用来安装驱逐烟雾设施的地方。老式的经典内衬是兽皮、毛毯和离地四到五英尺，挂在绳或杆上的矩形布片。现在的内衬是很难测量的因素，因为它由梯形的帆布条组成一个大斜截锥形。而经过去皮、上光和干燥的尖头小树苗，则被切割以衡量约六英尺长半径的覆盖物。

## 装饰
村庄内大部分的梯皮不被上色或描绘。被描绘的梯皮通常都按照传统部落设计，并经常加入一些天体或动物的几何构型。有时一些梯皮绘画也会描述一些个人的经验，如战争或狩猎。至于梦和求召（vision quest），“节日和祈祷会首先举行，然后做梦者会对神父或社区的智者回述他的梦……这些熟练的画家会进行磋商，匿名的新设计会适合传统框架内的部落的梯皮”。
尽管大部分梯皮没有被上色，但是许多还是会以各种挂件或是彩色的奖牌形浮雕物装饰。传统上这些都是以豪猪毛染色而成，而现代的装饰通常则以串珠为主。水牛角、尾巴、毛绒，以及马鬃或鹿皮的边缘翻毛等也用来装饰梯皮的外覆盖物。这些附件，通常被称为梯皮饰品。

## 建筑

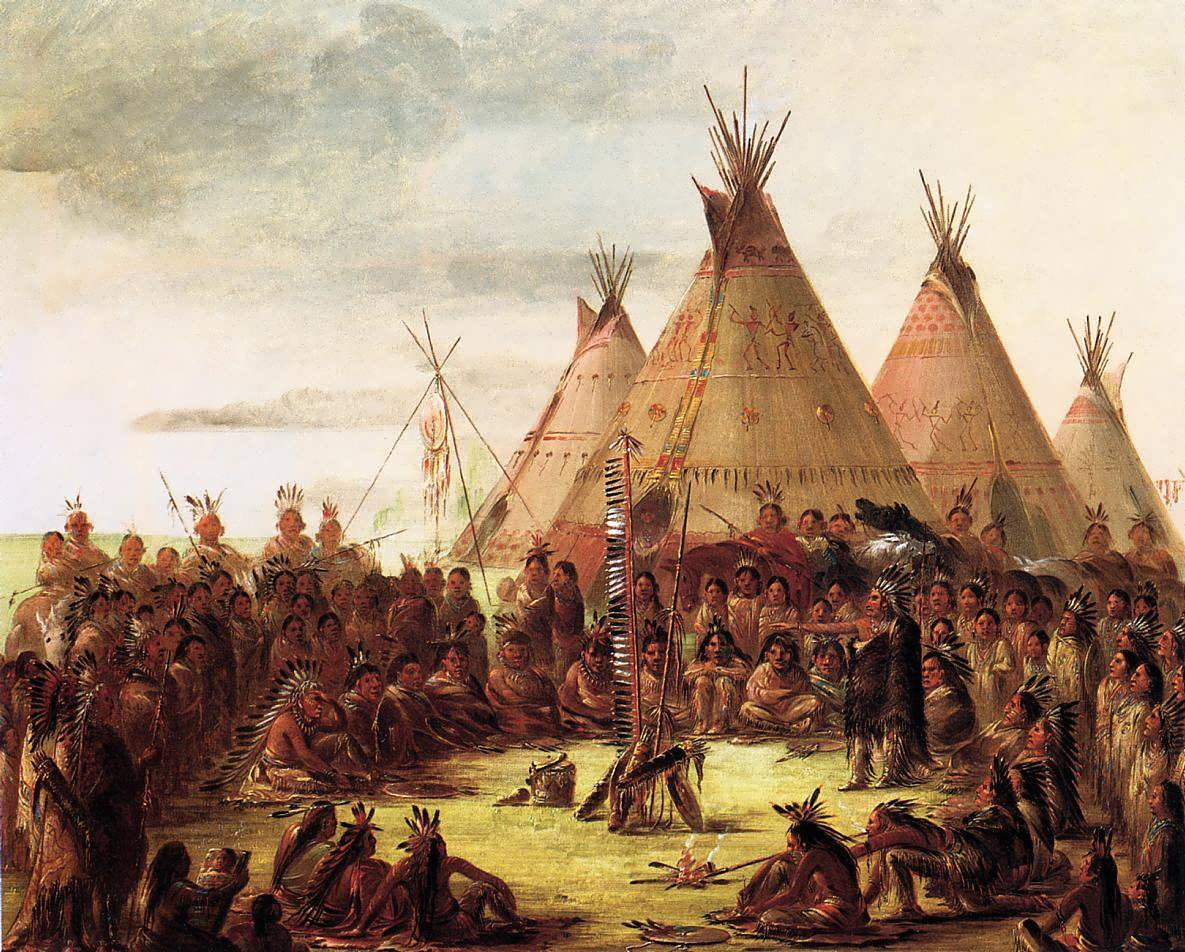
George Catlin笔下的梯皮。他曾在1830年代到访过众多美国土著部落并将他们的日常生活记录下来

建筑一个梯皮是以根据蒙皮的半径将三个支柱搭好并用鞭绳等捆在一起而开始的。首先将三个作为支柱的树杆捆扎好，鞭绳的一端需要在结点的一端垂着，长到足够可以触到支柱的基础，也就是地面。然后控制这三脚架型的支柱，使他们在地上围成的三角形与蒙皮的半径相配套。接着，用十多个杆子逐一加到最初那三个支柱上并固定。杆子的上端只要搭在上面用绳索捆绑即可，然而下端要在地面围成一个圆。确定已经搭好后用那根绳子将所有的杆子围绕三圈以上并扎紧。这个结像梯皮的王冠一样，会牢牢地将那些放好的杆子系在最初的三脚架上。帆布皮也被系在一根树杆上，它的顶端应放在那个结点处，将帆布拉开并确保包住整个框架。重叠处的接缝用25公分长带装饰的木签固定好，有时候门也可以用木签固定在地上。实际上早期梯皮（兽皮或布料制）的门，就是布料两端在前方的会合处。毛毯、兽皮或布料的门会放在开门处以确保安全。
外层覆盖物的底部通常被钉在地上。传统上钉子置于外皮底部的接缝处，但因为布料后来开始投入使用，一个圈会被缝到其（布料）底部。在紧急状况下光滑的鹅卵石会被推到布料里，绳索会在布料的隆起处和木头钉系起来。在温暖的季节时外皮的下面会与地面留有空隙使空气流通，在寒冷的季节则完全封闭。除了三个支柱之外的其他杆子可以随时移动用来控制蒙皮的松紧度。在梯皮的内部，可用绳索从一根至另一根地包裹住头部以上高度的木杆。内衬即可挂在这根绳索上。卧具和个人用品由于被里衬所推压而摆放到其位。内衬用于规划、隔热和防虫。在内衬的最上端可以悬挂雨篷用来防止雨水进入。

## 使用

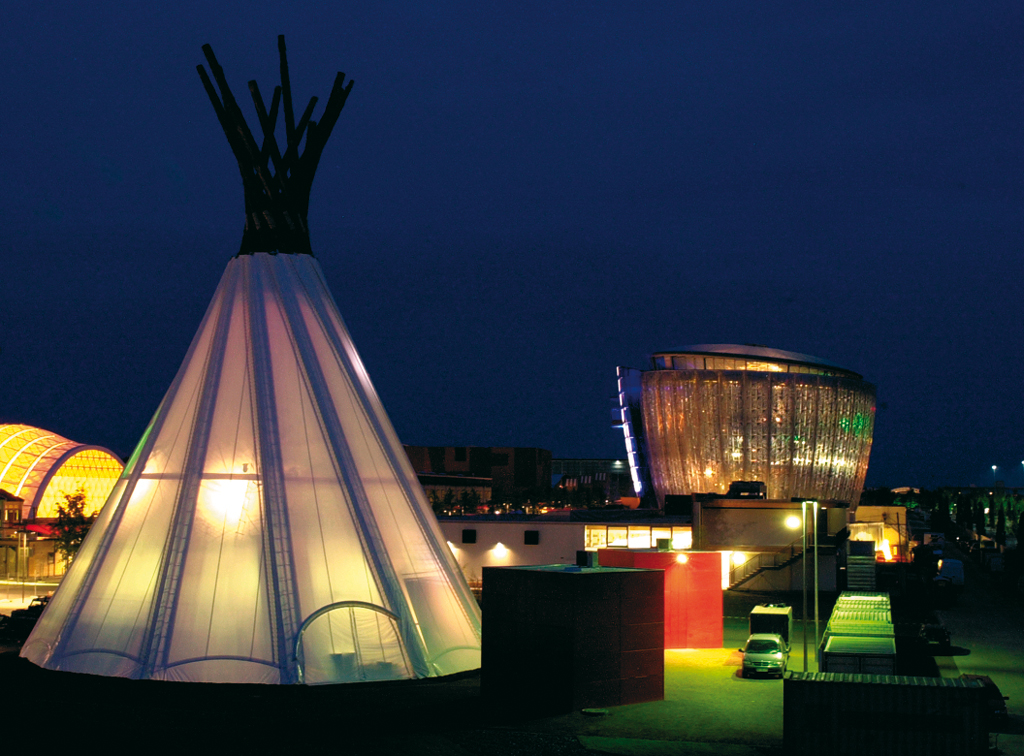
2000年汉诺威世博会上的梯皮

在梯皮内部地面的中央可以燃火用来取暖或烹饪。烟雾从上端的口散出去，在口的上方有呈直角的一个设施（smoke flaps），一方面可以使烟散出去，一方面又会防止空气倒灌进来。在内衬与外部蒙皮之间的空隙会增大烟囱效应，帮助废气快速排除。内衬在气候寒冷的时候会加草，可以增加绝热度，一方面可以使废气排出一方面可以让新鲜空气继续进入。
实际上大部分时间内衬都可以不被使用，而在气候异常炎热的时候，外面的蒙皮也可以被卷起来一部分使得空气直接流入。
这种在房顶正中央开个洞的做法可能并不适合雨多的时候，但是也有办法来解决这种问题。一个皮质或编织物的天花板可以防止滴水和减少排气。这个小天花板在使用的时候，通常只涵盖半个梯皮并略微向上倾斜，使得水可以流向后部并让烟仍可从梯皮的顶部排出。在衬里与树杆之间的小棍子也可以创造一个空隙，让雨水沿着树杆流向地面而不是沾湿内衬的那根绳子。现代的住户会在“王冠”下装一个桶，安装一个橡胶的遮挡物或者是装一个帆布的雨水收集器并将其导到梯皮外部。如果树杆不是很长，而大风会对其造成伤害时，编织物或皮质的雨帽可以放在梯皮帐篷的最上部。不过在历史上没有人这么用过。
在强风中，鞭绳被钉在篝火后面的地上。这样可以防止杆子移动或因风力抬起外皮导致移位。极恶劣的大风情况下每根杆子都可以被独立地捆在地面的木桩上。这种钉在地上且被绑好的梯皮是一个非凡的抗风圆锥体。

## 扩展阅读
- 梯皮说明（英文） 详尽介绍梯皮的建筑过程。
- 梯皮（英文）
- Simply Differently.org: Tipi （页面存档备份，存于）, tipi building resource, how-to manuals and online calculator for canvas lanes